# Nishi (Osaka)
Nishi (jap. 西区 Nishi-ku) - jedna z 24 dzielnic (区 – ku) w Osace w Japonii.